# Thierry Cornillet
Thierry Cornillet, né le 23 juillet 1951 à Montélimar, est un avocat et homme politique français, membre du Mouvement radical, social et libéral.

## Biographie

### Formation et carrière professionnelle
Docteur en science politique, titulaire d'un DEA en droit de l'environnement, il est chargé d’enseignement aux universités Paris-Sud et Lyon III. Avocat au barreau de Paris, il a cofondé Hélios Avocats, un cabinet d'avocats spécialisé en droit public et en droit de l'environnement.
Administrateur territorial de formation, il est notamment chef de cabinet du ministre des collectivités locales. 

### Carrière politique
Président du parti radical de 1997 à 1999, Thierry Cornillet restera membre de l'UDF lorsque ce parti la quittera pour rejoindre l'UMP en 2002, puis participera à la création du MoDem de François Bayrou.
Il est élu conseiller régional Rhône-Alpes en 1998 et le restera jusqu'en 2010 (vice-président chargé de l’économie et des relations internationales) ; où il est président du groupe du Centre (composé de 10 conseillers Nouveau Centre, MoDem ou  radicaux valoisiens) à partir de 2004.
Il est député européen de 1999 à 2009 (UDF-PDE puis parti radical-ADLE). Il se démarque de la stratégie menée par François Bayrou, déclarant ainsi à son sujet qu'il « sacrifie ses élus pour une chimère présidentielle ». Il évoque tout d'abord la création d'un courant de centre-droit au sein du MoDem avant de le quitter pour retourner au parti radical valoisien, toujours associé à l'UMP. Il reste depuis membre du parti radical, qui devient en 2012 une des composantes de l'UDI de Jean-Louis Borloo, ce qui permet à Thierry Cornillet d'être une nouvelle fois candidat aux élections européennes en 2014, cette fois-ci au titre de l'UDI.
Il soutient Emmanuel Macron à l'élection présidentielle de 2017. En février de cette année, il porte une motion au sein du parti radical en faveur d'un soutien à Emmanuel Macron, qui n'est pas adoptée, ne recueillant que 29 % des voix face au texte maintenant l'alliance du parti avec LR et son soutien à François Fillon.
À la suite de la nomination de Sylvie Goulard comme ministre des Armées, il redevient député européen en mai 2017.
En novembre 2017, il est candidat à la présidence du parti radical et échoue face au président sortant Laurent Hénart, très largement réélu avec 79% des suffrages. Le parti quitte l'UDI en décembre 2017 et fusionne avec le PRG au sein du MRSL, évolution également souhaitée par Thierry Cornillet, qui en devient donc membre.

## Affaire judiciaire
Thierry Cornillet est jugé en octobre 2023 dans le cadre de l’affaire des assistants parlementaires du Mouvement démocrate au Parlement européen,.
Il est condamné en première instance pour « détournement de fonds publics » à dix mois de prison avec sursis, deux ans d’inéligibilité et 10 000 euros d’amende, la peine la plus légère prononcée dans ce jugement. Il annonce faire appel de sa condamnation le 6 février 2024,.

## Détail des fonctions et des mandats
Fonction politique
- 1997 - 1999 : Président du parti radical valoisien

Mandats locaux
- 1989 - 1995 : Maire de Montélimar
- 1995 - 1999 : Maire de Montélimar
- 1985 - 1993 : Conseiller général du canton de Montélimar-2
- 1998 - 2004 : Conseiller régional de Rhône-Alpes
- 2004 - 2010 : Conseiller régional de Rhône-Alpes

Mandats parlementaires
- 28 mars 1993 - 21 avril 1997 : Député de la 2e circonscription de la Drôme
- 20 juillet 1999 - 19 juillet 2004 : Député européen
- 20 juillet 2004 - 13 juillet 2009 : Député européen de la circonscription Sud-Est
- 18 mai 2017 - 1er juillet 2019 : Député européen de la circonscription Sud-Est

Autre fonction
- Rapporteur permanent du Parlement européen pour l'action humanitaire.
- Thierry Cornillet est un des rédacteurs de la charte des droits fondamentaux de l'Union européenne.

## Œuvres
- Émile Loubet, ou la Modération au pouvoir, Éditions les Grilles d'Or, 2008.  (ISBN 9782917886045)
- Le Guide des aides de l'Union européenne